# Geschiedenis van Afghanistan
Dit artikel beschrijft de geschiedenis van Afghanistan.
Historisch behoorde het gebied van het huidige Afghanistan tot wat gezien werd als Groot-Iran: het zuiden van de regio Chorasan, het oosten van Sistan, het noorden van Beloetsjistan en het westen van Arachosië. Haar huidige grenzen kreeg het land in de 19e eeuw door de politiek van het Britse Rijk.

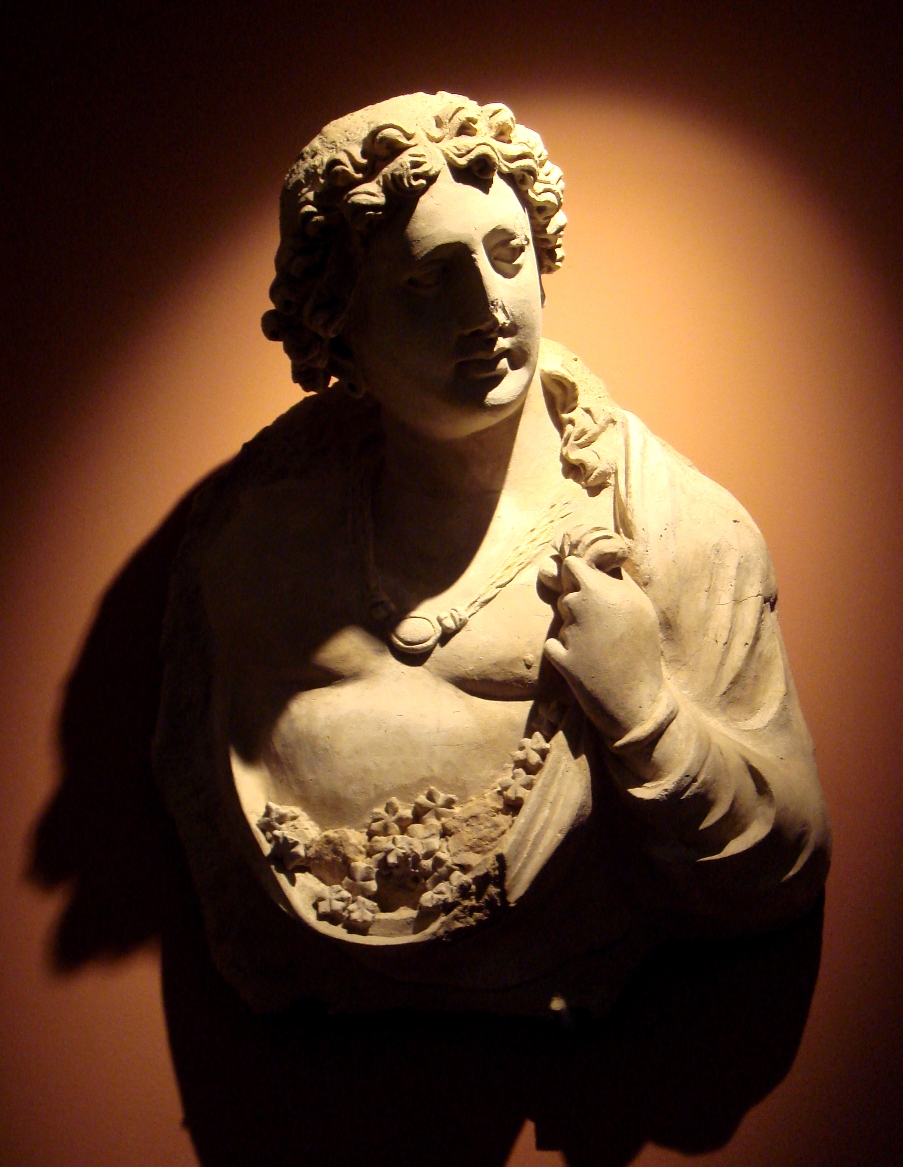
Greco-Bactrisch beeld uit Hadda

## Prehistorie

### Steentijd
In de Darra-e Kūr-grot in Badachsjan werden stenen werktuigen gevonden die teruggaan tot het middenpaleolithische Moustérien (ongeveer 30.000 jaar BP).
Vondsten in de Kara-Kamar-grot bij Aybak kunnen samen met individuele vondsten in Zuid-Tadzjikistan en vondsten in een werkplaats bij het dorp Jangadzja in Turkmenistan kunnen worden gecombineerd tot één groep, de Karakamar-variant van het laatpaleolithicum van Centraal-Azië, dat analogieën heeft met het laatpaleolithicum van West-Azië. De Karakamar-variant wordt gekenmerkt door de aanwezigheid van "hooggevormde" kernvormige schrapers, grove prismatische kernen en grote scherven.
5000 jaar oude landbouwnederzettingen op het grondgebied van Afghanistan behoren tot de vroegste ter wereld. Bij een neolithische bewoner van de Darra-e Kūr-grot, die ca. 4,5 duizend jaar geleden leefde, werden de mitochondriale haplogroep H2a en de Y-chromosomale haplogroep R2-M479 geïdentificeerd.

### Bronstijd
De Helmandcultuur (ca. 3200-2350 v.Chr.) was een bronstijdcultuur in Oost-Iran en Zuid-Afghanistan in de provincie Helmand, met de belangrijkste steden Shahr-e Sukhteh (Iran) en Mundigak (Afghanistan). Mundigak behoorde, naast Shortugai (Noord-Afghanistan) aan de Oxus (Amu Darya), ook tot een handelskolonie van de Indusbeschaving (3300-1300 v.Chr.) 
In het noorden was er het archeologisch complex Bactrië-Margiana (ca. 2200-1700 v.Chr.), in welke periode Balch werd gesticht (ca. 2000-1500 v.Chr.).
Men neemt aan dat ergens in het 2e millennium v.Chr. leden van een Indo-Europese groep, de Indo-Iraniërs, in Afghanistan aankwamen, waarna zij zich van daaruit verder naar het zuiden verspreidden. Resten van centrale bewoning zijn gevonden bij Mundigak, zo'n 55 kilometer van Kandahar.

## Vroege geschiedenis
De oudste geschreven bron over Afghanistan wordt gevormd door de Avesta, het heilige boek van het zoroastrisme. Deze religie, die tot de komst van de islam in Perzië, de Kaukasus, Anatolië, Afghanistan en Centraal-Azië veel aanhangers kende, werd gesticht door de profeet Zarathoestra. Wanneer en waar hij leefde, is niet precies bekend. Sommige historici plaatsen hem in Bactrië rond 600 v.Chr., maar anderen denken dat hij eerder leefde, rond 1000 v.Chr. of nog eerder, en dat zijn woonplaats ook elders in het oostelijke deel van het Hoogland van Iran (Oost-Iran, West-Afghanistan, Zuidoost-Turkmenistan) kan liggen.
De mythische Rostam, de zoon van Zal, in het nationale epos Shahnameh van Ferdowsi over de koningen van Perzië, wordt met Kabul, Zavolestan en rivier Helmand in verband gebracht. Zal, opgegroeid in het nest van de Simorgh, huwde Rudabeh, de dochter van Mehrab, koning van Kaboel. Rostam was hun zoon. Vanuit Kaboel beschermden Zal en Rostam volgens Ferdowsi voortdurend het Perzische koningshuis.

### Achaemeniden
In 550 v.Chr. wist de Perzische prins Cyrus II de Medische koning Astyages, aan wie hij onderworpen was, te verslaan, en stichtte het Perzische rijk. Ten tijde van zijn dood in 530 v.Chr. behoorde ook het gehele huidige Afghanistan tot zijn rijk. Of het voordien onderdeel was van het Medische rijk of later door Cyrus zelf veroverd is, is niet bekend. Een groot deel van Afghanistan werd in deze tijd beheerst door de Saken, een Scythisch ruitervolk.

### Grieken

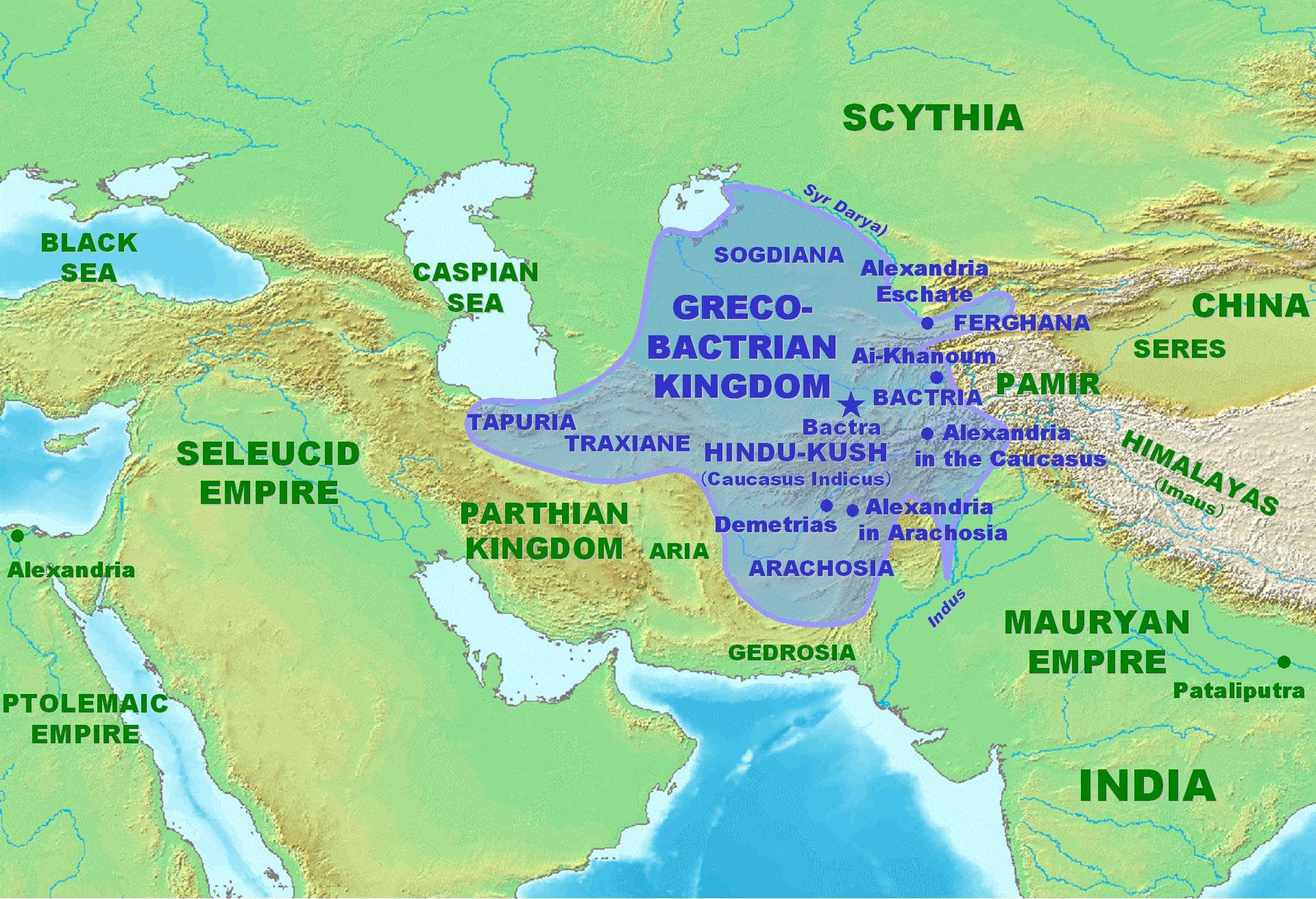
Bactrië in zijn grootste omvang, circa 180 v.Chr.

Tot aan de verovering door Alexander de Grote bleef Afghanistan een van de meest oostelijk gelegen territoria van de Achaemeniden. Alexander trok in 329 v.Chr. met zijn leger door Afghanistan, bevocht een Sakische leider ten noorden van Afghanistan vanuit een basis in Bactra, stak de Hindoekoesj over, en kwam tot aan de Hydaspes (Beas) in de Punjab. Alexander bevocht ook Bessus, de satraap van Bactrië, die na de dood van Darius zichzelf tot koning der Perzen had laten uitroepen.
Na de dood van Alexander kwamen de troepen in Afghanistan in opstand: De mannen wilden terug naar huis. Nadat deze opstand was neergeslagen, en de strijd tussen de diverse generaals van Alexander was gestreden, kwam het oosten van het rijk in handen van Seleucus en zijn opvolgers, de Seleuciden van Syrië. Hij behield echter niet geheel Afghanistan: het zuiden (rond Kandahar) en oosten (rond Kaboel) kwamen in handen van Chandragupta Maurya, de stichter van de machtige Mauryadynastie in India.
Afghanistan, en in het bijzonder Bactrië, werd in snel tempo gehelleniseerd. Rond 250 v.Chr. kwamen de Bactriërs onder Diodotos in opstand tegen de Seleucidische heersers (vrijwel zeker ten tijde van Antiochus II) en maakten zich onafhankelijk. Het gebied bleef cultureel Grieks, ook nadat de Parthen Iran en Mesopotamië hadden veroverd. In Bactrië werden grote irrigatiesystemen aangelegd. In het begin van de 2e eeuw v.Chr. werd het Griekse gebied zelfs zuidwaarts uitgebreid: ten zuiden van de Hindoekoesj ontstonden Indo-Griekse rijkjes.

### Maurya

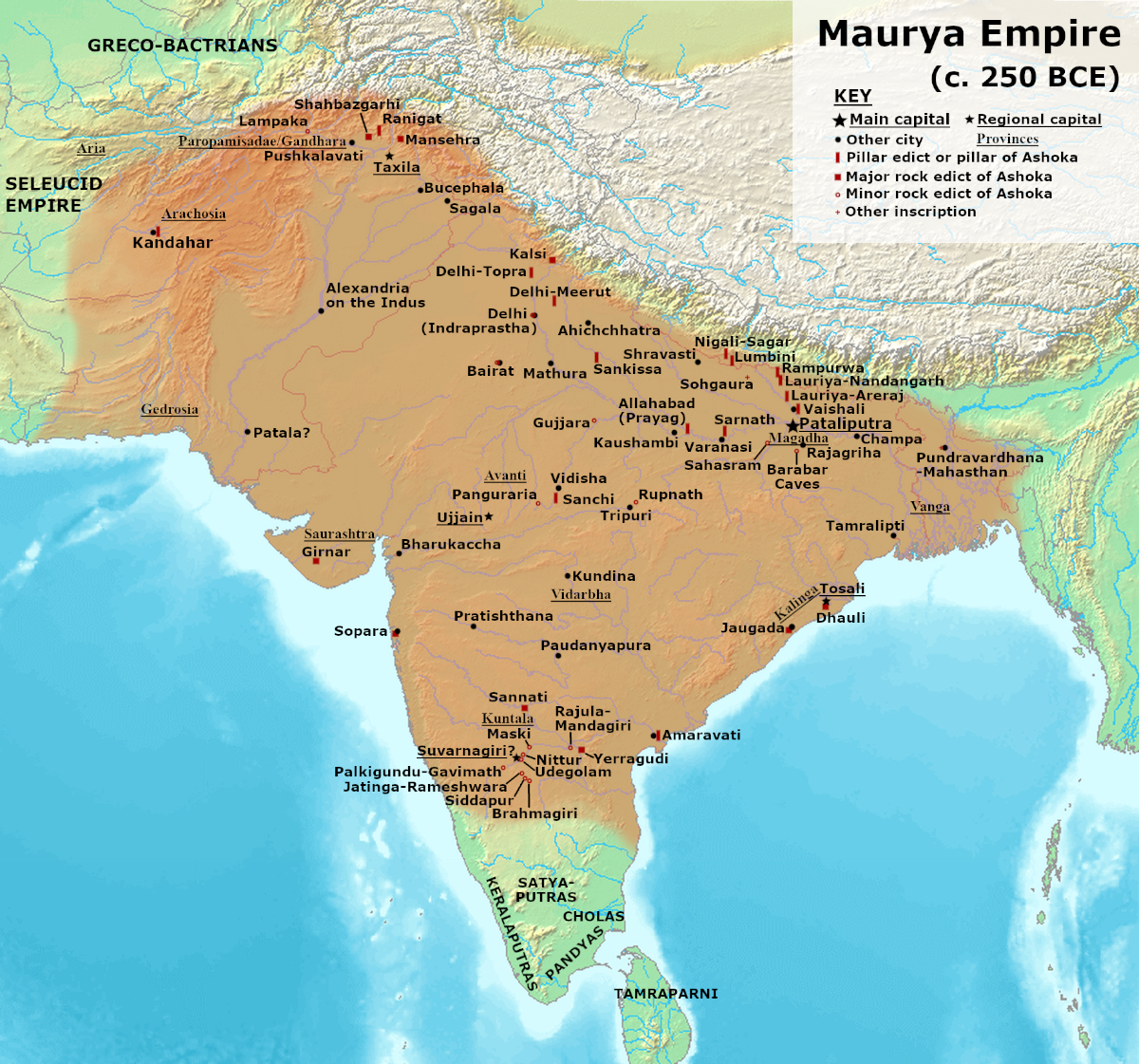
Afghanistan behoorde enige tijd tot het Mauryarijk

Nadat Seleucus gedwongen werd een deel van Afghanistan aan de Mauryadynastie af te staan, begon de bloei van het boeddhisme en hindoeïsme in Afghanistan. Hoewel de heerschappij van deze Indiase dynastie maar kort was, was haar blijvende culturele en religieuze invloed in Afghanistan toch enorm. Onder Asoka de Grote verspreide het boeddhisme zich vanuit India over grote delen van Afghanistan.
Na de dood van Asoka begon het Maurya-rijk uit elkaar te vallen. Op het Indisch subcontinent kwam in 185 v.Chr. de Shungadynastie aan de macht. De coup door Pusyamitra Shunga zorgde ervoor dat het boeddhisme, dat vrijwel de belangrijkste godsdienst was in deze tijd naast het zoroastrianisme, werd vervangen door het hindoeïsme. Het hindoeïsme werd toen de belangrijkste godsdienst in het gebied dat nu Afghanistan is.

### Kushana
In het midden van de 2e eeuw v.Chr. beëindigde de Griekse overheersing in Afghanistan. Het land werd overrompeld door een volk of volkeren uit het noorden, bij de Chinezen bekend als de Yüeh-chih, in het westen als de Tocharoi, die zich in de gebieden van Bactrië tot aan Gujarat vestigden. Ook het Parthische Rijk ontsnapte maar ternauwernood aan vernietiging door deze invasie.
Aanvankelijk waren er verschillende (volgens Chinese bronnen 5) koningen van dit nieuwe volk, maar in de eerste eeuw werden ze verenigd onder een nieuw machtig rijk, Kushana. Op haar hoogtepunt, onder koning Kanishka (begin 2e eeuw), strekt het rijk zich uit over grote delen van India en tot in Centraal-Azië. Via het Kushanarijk werd ook het boeddhisme vanuit India in China ingevoerd.

### Sassaniden
In 224 n.Chr. werd het rijk der Parthen omvergeworpen door een nieuwe dynastie, die der Sassaniden. Ook het Kushanarijk werd door de Sassaniden verslagen, en Afghanistan kwam onder hun controle.
Al in de vierde eeuw verloren de Sassaniden aan invloed in Afghanistan. Dit werd veroorzaakt door invallen uit het noorden: achtereenvolgens kwamen de Chionieten (2e helft 4e eeuw), de Hephthalieten (rond 450) en de Göktürken (rond 560). De eerste twee waren vermoedelijk nauw aan elkaar verwant, en lijken onder de Hunnen te moeten worden gerekend. Deze invallen waren funest voor de boeddhistische cultuur.

## Middeleeuwen

### Komst van de islam

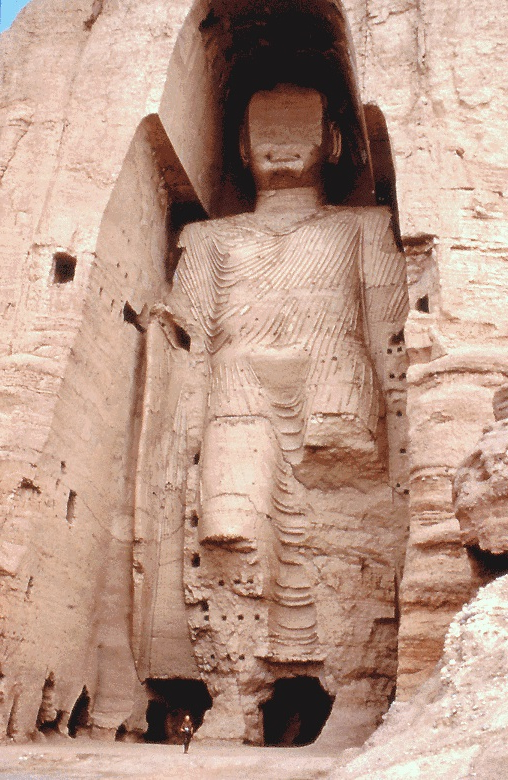
Een van de boeddha's van Bamiyan, gebouwd in de zesde eeuw. Tot de komst van islam was het boeddhisme in Afghanistan dominant. In 2001 werden de boeddha's door de taliban vernietigd.

Rond 650 werden de Sassaniden verslagen door de Arabieren, die na de dood van Mohammed aan een grote opmars begonnen waren tegen de grote wereldmachten der Sassanidische Perzen en Byzantijnen. De eerste invasie vond plaats door de Arabische dynastie van Khulafa Rashedeen die de islam introduceerde. Afghanistan bleef echter lange tijd een grensland ver in het oosten, met Arabische, Turkse, Indiase, Chinese en Tibetaanse invloeden. Ook intern bleef het wereldrijk niet bestaan: rond 860 werd in Sistan, rond de huidige Iraans-Afghaanse grens, de islamitische dynastie der Saffariden gesticht, en vanaf 900 was het gebied in handen van de islamitische Samaniden, die hun hoofdstad in Balkh hadden.
Een belangrijk deel van het Samanidische leger bestond uit Turkse slaven en huursoldaten uit Centraal-Azië. Een van de Turkse generaals, Alptigin, vluchtte in 961/962 naar het oosten nadat hij uit zijn functie was ontheven omdat hij in een troonstrijd de verkeerde partij had gekozen. Hij veroverde Ghazna, en hoewel na zijn dood in 963 er eerst enige verwarring ontstond, werd in 977 door Sebüktigin, een slaaf van Alptigin, de Ghaznavidische dynastie gesticht. Zijn opvolgers vestigden het eerste grote islamitische rijk in de regio, en ondernamen vele strooptochten naar Noord-India. Het was onder de Ghaznaviden dat de islam vaste voet aan grond kreeg in Oost-Afghanistan en Noordwest-India. Rond 1040 verloren ze hun gebied ten noorden van de Hindoekoesj aan de eveneens islamitische Seltsjoeken.
In het zuiden en oosten van Afghanistan bleef de Ghaznavidische dynastie lang aan de macht. Rond 1150 werden ze uiteindelijk verslagen door de Ghowriden uit centraal-westelijk Afghanistan. Hun rijk strekte zich uiteindelijk uit van India tot aan de Kaspische Zee, maar bestond slechts kort, en rond 1215 was Khwarazm, vanuit Turkmenistan en Oezbekistan, de nieuwe grootmacht in het gebied.

### Mongolen
Ook Khwarazm had echter maar kort de macht, want in 1220-1221 werd het rijk verslagen door de Mongolen onder Dzjengis Khan. De Mongolen waren zeer wreed tegenover steden die zich tegen hen verzetten. Volgens overleveringen, kostte de inname van Herat meer dan 1,5 miljoen levens, die van Nisjapoer 2 miljoen. Deze cijfers zijn waarschijnlijk overdreven, maar zeker lijkt dat er zeer veel bloed vloeide - nog afgezien van de schade aan steden, huizen en irrigatiewerken.
In Afghanistan bestreden twee Mongoolse rijken elkaar: dat van de Il-chans van Iran, gesticht door Hulagu, en dat van de Chagatayiden van Samarkand, gesticht door Dzjengis' zoon Chagatay. De Chagatayiden beheersten uiteindelijk het grootste deel van Afghanistan.
In 1370 werd de macht overgenomen door de Barlas, een Mongools-Turkse stam, met als leider Timoer Lenk. In 1401 veroverde hij Damascus en bij zijn dood in 1405 liet hij een rijk achter dat zich uitstrekte van Turkije tot aan India. Zijn zoon Shah Rukh verplaatste de hoofdstad naar Herat, wat onder de Timoeriden een van de belangrijkste steden van de wereld zou worden.
Rond 1500 werd het rijk der Timoeriden veroverd door de Oezbeken. Afghanistan was gedurende de volgende twee eeuwen opnieuw betwist gebied, het werd bevochten door de Oezbeken in het noorden, de Perzische Safaviden in het westen, en de Mogols in India vanuit het oosten.

## Tussen de grote rijken

### Hotakiden

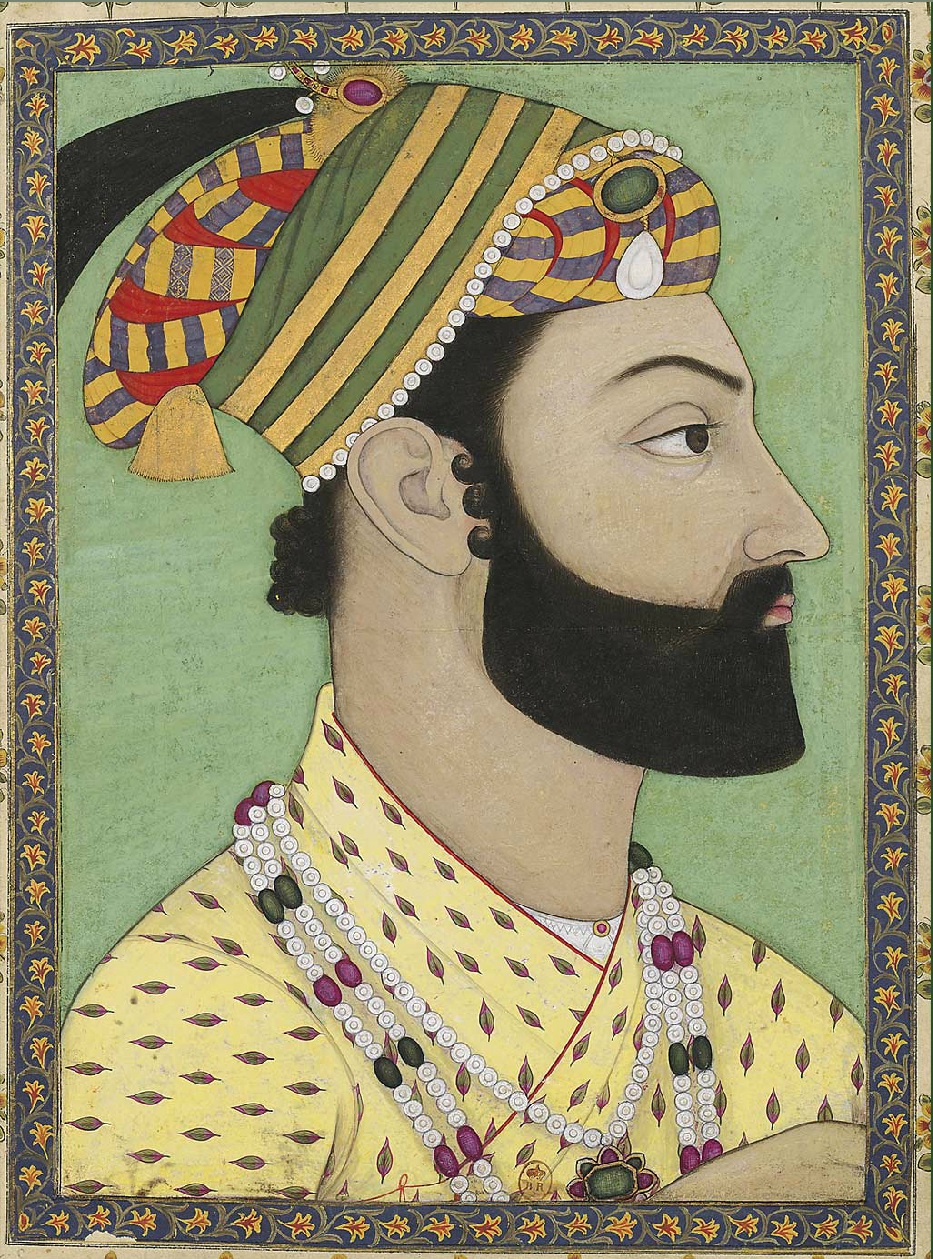
Ahmad Shah Durrani

Begin achttiende eeuw raakten de Mongoolse rijken in verval, en de Pashtun in Afghanistan profiteerden daarvan. De eerste was Mirwais Hotaki, een rijke leider van de Ghaldji-Pashtun rond Kandahar. Hij verklaarde zich onafhankelijk van de Safaviden, werd verslagen en verbleef enige jaren in luxe gevangenschap in Isfahan. Na terugkeer probeerde hij het in 1709 opnieuw, en dit keer wist hij wel de aanvallen van de Safaviden, alsook van andere Pashtungroepen, af te slaan. Zijn zoon Mir Mahmoed wist in 1722 zelfs Isfahan te veroveren, en riep zichzelf uit tot de nieuwe sjah van Perzië. 

### Durrani's
De Ghaldji werden door de Perzische koning Nadir Sjah in 1729 weer uit Iran verdreven en deze veroverde in 1737 ook Kandahar en benoemde daar Ahmad Khan, leider van de Abdali-stam, als Perzisch stadhouder.
Toen Nadir Sjah in 1747 overleed, leidde deze Abdali-Pashtun, Ahmad Khan (later bekend als Ahmad Shah Durrani) een groep van 4000 Pashtuns uit het leger van Perzië. Nabij Kandahar werd hij uitgeroepen tot koning (pasjah) der Pashtun. Hij ondernam diverse veldtochten in India, en stichtte een rijk dat zich uitstrekte over het huidige Afghanistan en delen van Noord-India. Als hoofdstad stichtte hij een nieuwe stad nabij het verwoeste Kandahar, met dezelfde naam.
Ahmad Sjahs zoon, Timur shah Durrani, had niet het gezag dat zijn vader had. De Pashtun beschouwden hem als te Perzisch, wat leidde tot voortdurende onlusten. Waarschijnlijk om die reden verplaatste hij zijn hoofdstad van Kandahar naar Kaboel, buiten het Pashtun-gebied. Hij wist het rijk bij elkaar te houden, ondanks een tijdelijke tegenregering in Kandahar, maar verloor wel gebied aan de Oezbeken in het noorden en aan de Sikhs in Punjab.

### Barakzays en Durrani's
Na de dood van Timur in 1793 wist zijn zoon Zaman Shah de macht over te nemen. Hoewel de Perzen in het westen ook een bedreiging vormden, had hij voornamelijk aandacht voor het oosten, waar hij de stad Pesjawar tegen de Sikhs probeerde te beschermen. Zijn pogingen waren tevergeefs, en in 1799 moest hij de stad verlaten. Het volgende jaar werd hij afgezet door zijn halfbroer Mahmud shah Durrani, geholpen door Fath Khan, leider van de Barakzai-stam. Mahmud slaagde er echter niet in de bevolking van Kaboel en omgeving voor zich te winnen en werd op zijn beurt in 1803 afgezet door Shah Shuja Durrani, een volle broer van Zaman Shah. 
In 1809 bezocht de Britse gezant Mountstuart Elphinstone Shah Shuja in Pesjawar, hopend een vriendschapsverdrag, gericht tegen de Fransen en Perzen, te sluiten. Ondertussen kwam echter Shah Mahmud weer in opstand, nam Kaboel in, en hij versloeg Shah Shuja in een veldslag. Mahmud was echter niet zeer geïnteresseerd in regeren, zodat de feitelijke leiding in het land aan Fath Khan viel. Het verval van het Afghaanse rijk ging in deze tijd door, met verliezen aan de Oezbeken in het noorden en de Sikhs in het oosten.
Het kwam echter tot een interne strijd tussen de Shah Mahmud en zijn Popalzay-stam aan de ene kant, en Fath Khan en de Barakzay-stam aan de andere kant. Dit bereikte het kookpunt toen Fath Khan in 1818 door de Popalzay werd vermoord. Zijn broers kwamen in opstand, en Mahmud werd verslagen en vluchtte naar Herat, waar zijn zoon Kamran gouverneur was. In Kaboel bevochten de diverse Barakzay-broers elkaar, totdat in 1826 Dost Mohammed als winnaar naar voren kwam.

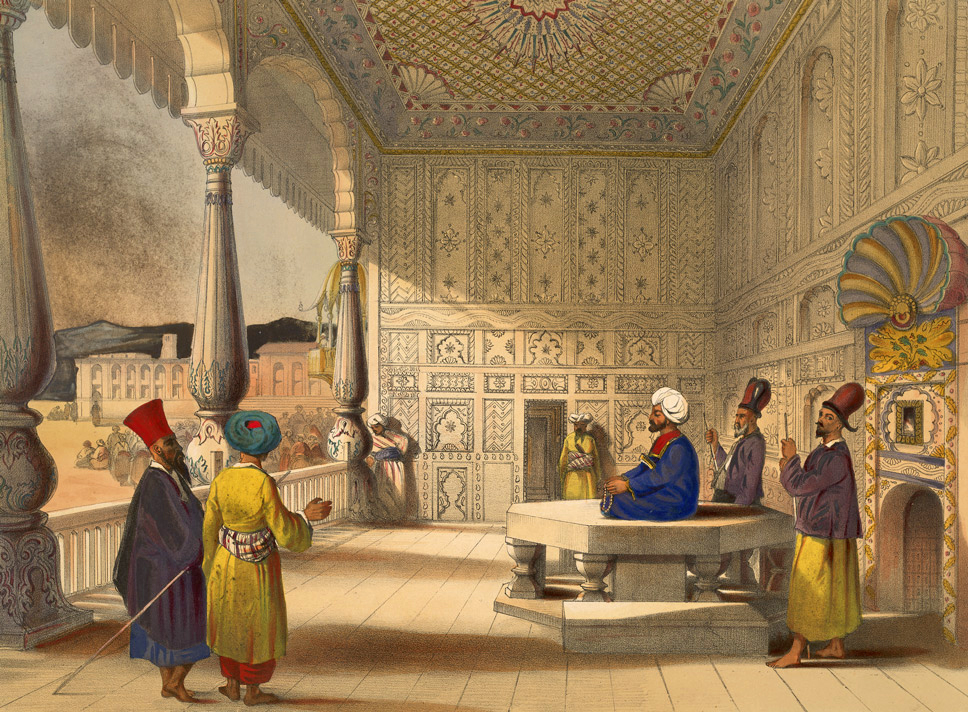
Shah Shuja in 1839

Aanvankelijk was Dost Mohammed niet veel meer dan een van meerdere heersers in Afghanistan, zij het dan degene die Kaboel in handen had, maar geleidelijk aan werd hij toch de belangrijkste man van het land. In 1836 liet hij zich tot emir uitroepen, maar niet tot sjah.
Zijn grootste wens was het, Pesjawar te heroveren op de Sikhs. In april 1837 wist zijn zoon Akbar Khan de Sikhs te verslaan nabij Pesjawar, maar de stad nam hij niet in. Hij was bang dat het innemen van Pesjawar slecht zou vallen bij de Britten, die bondgenoten van de Sikhs waren.
In november 1837 werd Herat, nog steeds bestuurd door Kamran (de zoon van Shah Mahmud), aangevallen door de Perzen, met Russische steun. De Russen, overtuigd dat de aanval zou slagen, stuurden een gezant, Ivan Viktorovitsj Vitkevitsj, via Herat en Kandahar naar Kaboel. Daar kwam ook een Britse onderhandelaar, Richard Burnes. Uiteindelijk lukte het geen van beide onderhandelaars een verdrag te sluiten. De Britten bezetten het eiland Kharg in de Perzische Golf, en dwongen daarmee de Perzen hun beleg op te geven.

## Brits-Afghaanse oorlogen

### Eerste Brits-Afghaanse Oorlog
Om meer invloed in Afghanistan te verkrijgen, zetten De Britten Shah Shuja in. Deze was na zijn afzetting naar Brits-Indië gevlucht. De Britten lieten hem in het Akkoord van Rangjeed Singh beloven alle aanspraken op de door de Sikhs veroverde gebieden (dus ook Peshawar) op te geven, waarna een Brits leger werd opgezet om hem op de troon te brengen. Dit leidde in 1838 tot de Eerste Brits-Afghaanse Oorlog.
In december 1838 vertrok een Brits leger met Shah Shuja uit Firozpur. In 1839-1840 werden diverse overwinningen gehaald, en leek het erop dat Shah Shuja en de Britten het land onder controle hadden. Dost Mohammed gaf zich over, ging als gevangene naar India en Sjah Shuja werd in mei 1839 met Britse steun emir. In 1841 verslechterde de situatie voor de Britten echter. Op vele plaatsen in Afghanistan kwam het tot rellen en opstanden en in december, na de moord op de Britse gezant in Kaboel, beloofde de Britse generaal Elphinstone aan Muhammad Akbar Khan, de zoon van Dost Mohammed, zich terug te trekken over de Indus. Muhammad Akbar Khan beloofde op zijn beurt een vrije aftocht aan generaal Elphinstone. Tijdens hun daadwerkelijke terugtrekking door de besneeuwde bergen en passen van Kaboel naar Jalalabad, in januari 1842, werd de Brits-Indische legergroep van 16.500 man (soldaten, families, bedienden) vanaf het moment dat de groep het militaire kampement in Kaboel had verlaten van alle kanten bestookt en aangevallen. Het verhaal gaat dat slechts één man, dr. William Bryon, zwaargewond de tocht voltooide. Dit staat te boek als een van de grootste nederlagen uit de Britse koloniale historie.
In hetzelfde jaar ondernamen de Britten een nieuwe veldtocht door Afghanistan, en namen opnieuw Kaboel in, maar trokken zich daarna definitief terug. Inmiddels was emir Shah Shuja eveneens vermoord.
In december 1842 lieten de Britten Dost Mohammed naar zijn land terugkeren, blijkbaar van mening dat hij de enige was die eenheid in het land kon brengen en dus de enige die Afghanistan kon verdedigen tegen de Russen en Perzen. De Britten hielden zich gedurende de rest van zijn regeerperiode afzijdig, een strategie die "Masterly Inactivity" werd genoemd. Op zijn beurt hield Dost Mohammed zich afzijdig gedurende de Indiase Muiterij en gebruikte hij die niet als aanleiding om Peshawar aan te vallen. In plaats daarvan concentreerde hij zich op een versterking van zijn binnenlandse positie. Bij zijn dood in 1863 was vrijwel het gehele land onder het gezag van Kaboel.

### Tweede Brits-Afghaanse Oorlog

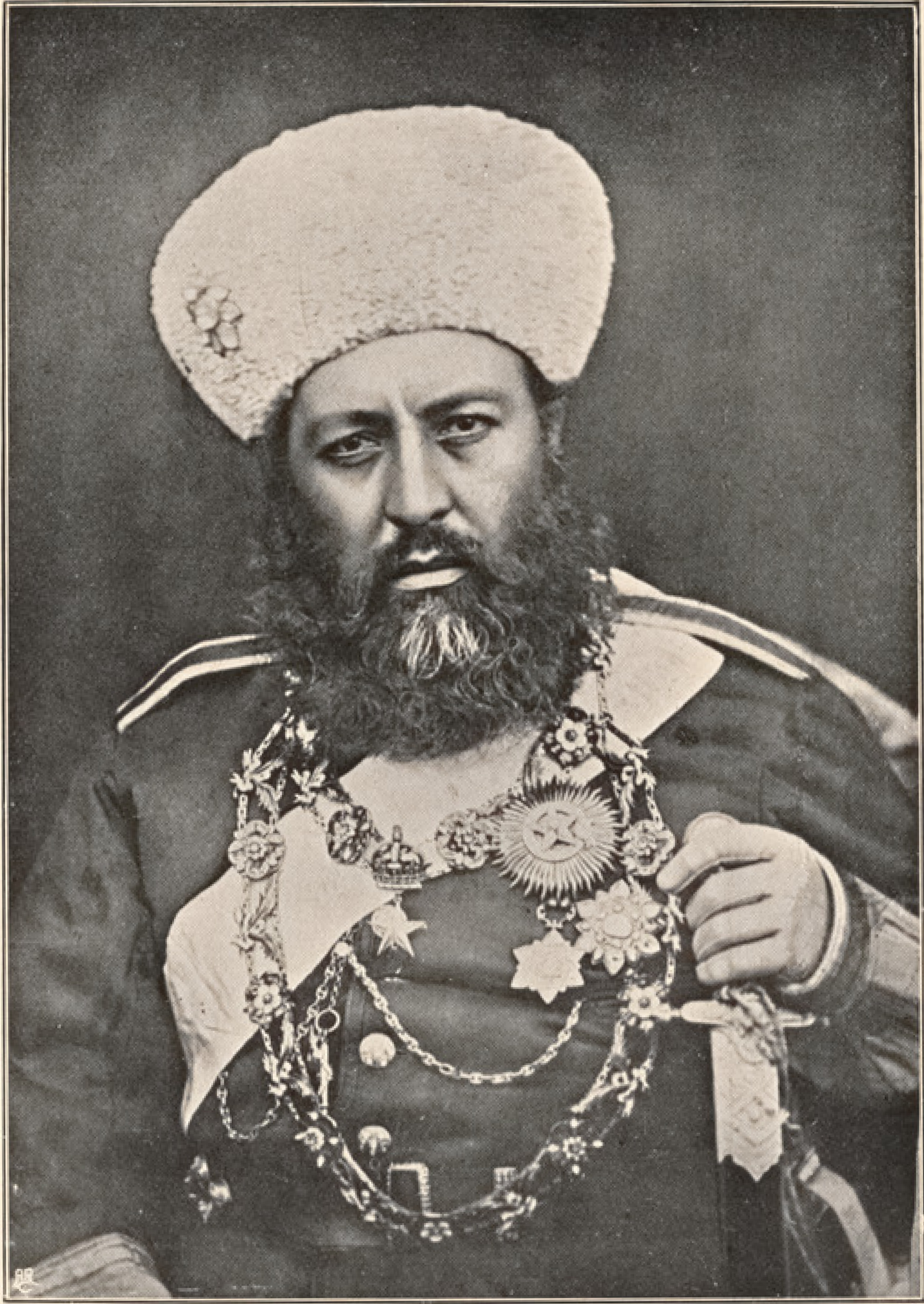
Abdoer Rahman Khan

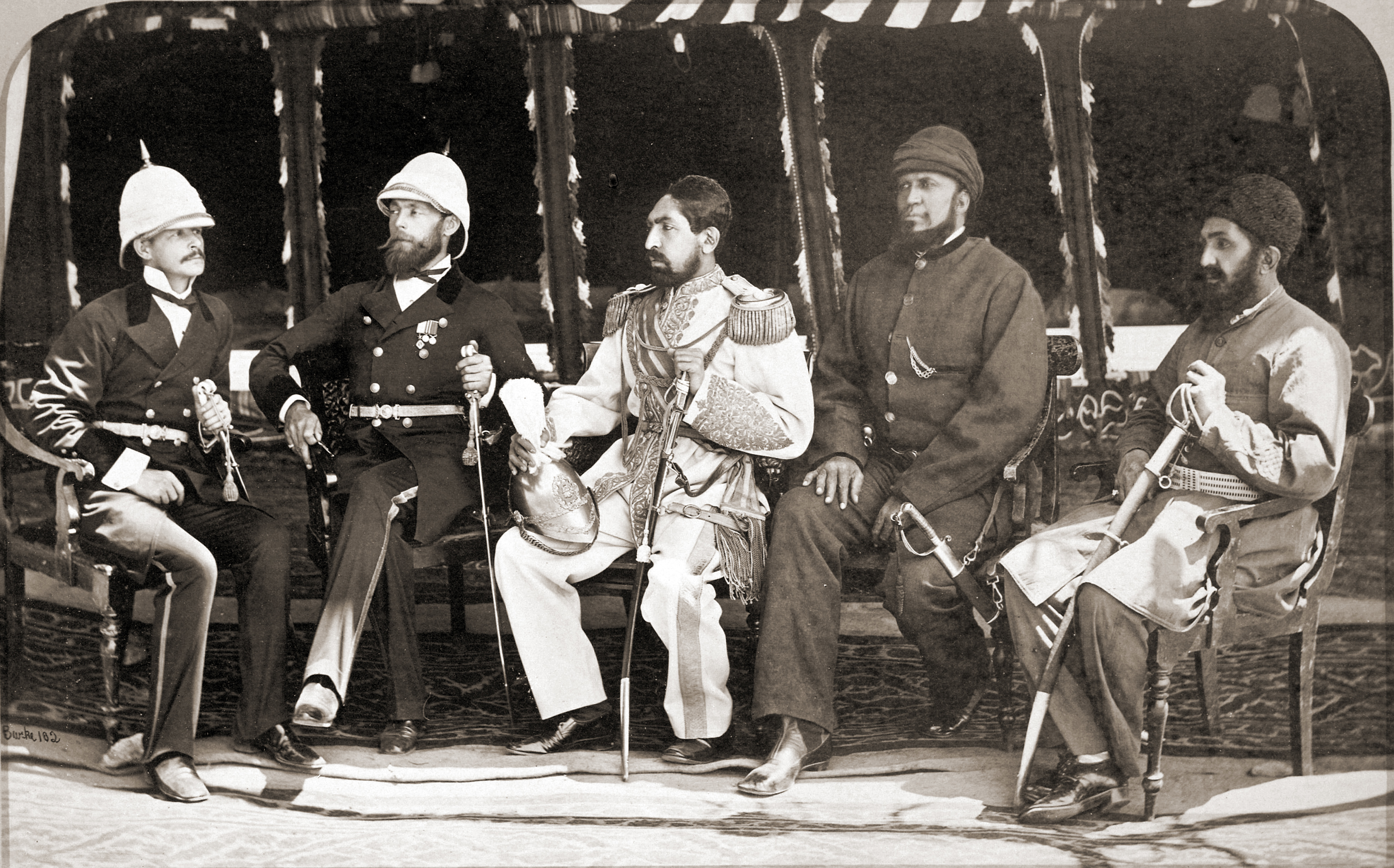
Yaqub Khan met Britse officieren, mei 1879

Dost Muhammad werd opgevolgd door een van de jongere van zijn 27 zonen, Sjer Ali. Dit leidde echter tot strijd met Muhammad Afzal Khan en Muhammad Azam Khan, twee oudere halfbroers van Sjer Ali, die een machtsbasis in het noorden van het land hadden. Aanvankelijk werd hun opstand neergeslagen, maar in 1866 versloeg Abdoer Rahman Khan, een zoon van Afzal Khan, Sjer Ali, en zette zijn vader op de troon. Na diens dood het volgende jaar werd hij opgevolgd door Azam Khan, maar in 1869 wist Sjer Ali de macht weer te grijpen.
Gedurende deze tijd breidde Rusland zijn macht uit in Centraal-Azië: Tasjkent (1865), Samarkand (1868), Xiva (1873) en Khokand (1876) werden veroverd; Buchara werd in 1869 een Russisch protectoraat. De Britten werden hierover zenuwachtig (zie The Great Game), en gaven Afghanistan hulp. In 1873 sloten de Britten en Russen een verdrag dat de noordgrens van Afghanistan bij de Amu Darja legde.
De Britse politiek van Masterly Inactivity werd echter verlaten. De Britten zagen Afghanistan als te zwak om onafhankelijk te blijven, en als zij het niet in hun invloedssfeer zouden brengen, zouden de Russen het wel doen. In Quetta, nabij Kandahar, werd een Brits leger gelegerd. Tijdens de spanningen die tot het Congres van Berlijn aanleiding zouden geven, werd in 1878 een Russisch gezantschap naar Kaboel gezonden. De Britten eisten ook een gezantschap, en toen daaraan geen gehoor werd gegeven vielen ze Afghanistan binnen. Dit was het begin van de Tweede Brits-Afghaanse Oorlog. Sjer Ali sloeg op de vlucht, en zijn zoon Yaqub Khan werd gedwongen het verdrag van Gandamak te tekenen. Hierin werd Afghanistan een Brits protectoraat: Afghanistan mocht geen eigen buitenlandse politiek meer voeren en moest de legering van Britse militairen toestaan. de Britten stelden daar een jaarlijkse subsidie en bescherming tegen aanvallen van buitenaf tegenover.
In 1879 werd de Britse gezant Kunari in Kaboel door nationalisten vermoord. De Britten bezetten Kaboel en Yaqub Khan vluchtte naar India. Toen Abdoer Rahman Khan, de zoon van Afzal Khan, uit Russische ballingschap terugkeerde, werd hij met steun van de Britten tot 'emir van Kaboel en omstreken' uitgeroepen. In de 7 dagen durende slag bij Maywand, nabij Kandahar, werden de Britten door de opstandelingen verslagen, zij het met veel minder verliezen dan de Afghanen, die voor de eerste maal ook vrouwelijke Malalai-eenheden inzetten. 
Veranderingen binnen de Britse regering deden de Britse politiek opnieuw veranderen: Abdoer Rahman Khan werd emir van Afghanistan, en de Britten trokken hun troepen terug.

### Abdoer Rahman Khan
Abdoer Rahman Khans belangrijkste werk was het versterken van de centrale overheid in Afghanistan. Een modern ambtenarenapparaat en leger werden opgebouwd. Afgezien van de emir zelf (de Pashtunstammen, de koninklijke familie, de geestelijkheid) verloren de diverse traditionele machthebbers aan invloed. Opstanden in diverse delen van het land werden op bloedige wijze neergeslagen, tienduizenden Afghanen kwamen hierdoor om. 
Tijdens Abdoer Rahman Khans regeerperiode werden ook de grenzen van Afghanistan definitief vastgelegd. Toen in 1884 de Russen na gevechten met de Afghanen de oases bij Merv veroverden, werden de Britten bang dat ze ook Afghanistan binnen zouden vallen en begonnen onderhandelingen tussen de beide grootmachten. Besloten werd om de rivier de Amu Darja als noordgrens aan te houden en de Wachan-corridor als buffergebied tussen Russisch, Brits en Chinees gebied. De Chinese regering accepteerde de grens overigens pas in 1964. In 1893 werd de Durandlijn als grens tussen Afghanistan en Brits-Indisch Pakistan getrokken.
Na Abdoer Rahman Khans dood in 1901 werd zijn zoon Habib Allah Khan tot emir uitgeroepen. Zijn vader had hem een goed geleid land nagelaten en hij kon zelfs enige van de strenge wetten van Abdoer Rahman Khan terugdraaien. Verder nam hij een aantal stappen voor modernisering van het land. Vooral de infrastructuur en het onderwijs werden uitgebreid en in Kaboel werd de eerste universiteit geopend. Ook het eerste moderne ziekenhuis in Afghanistan werd tijdens zijn bewind gebouwd.

### Derde Brits-Afghaanse Oorlog

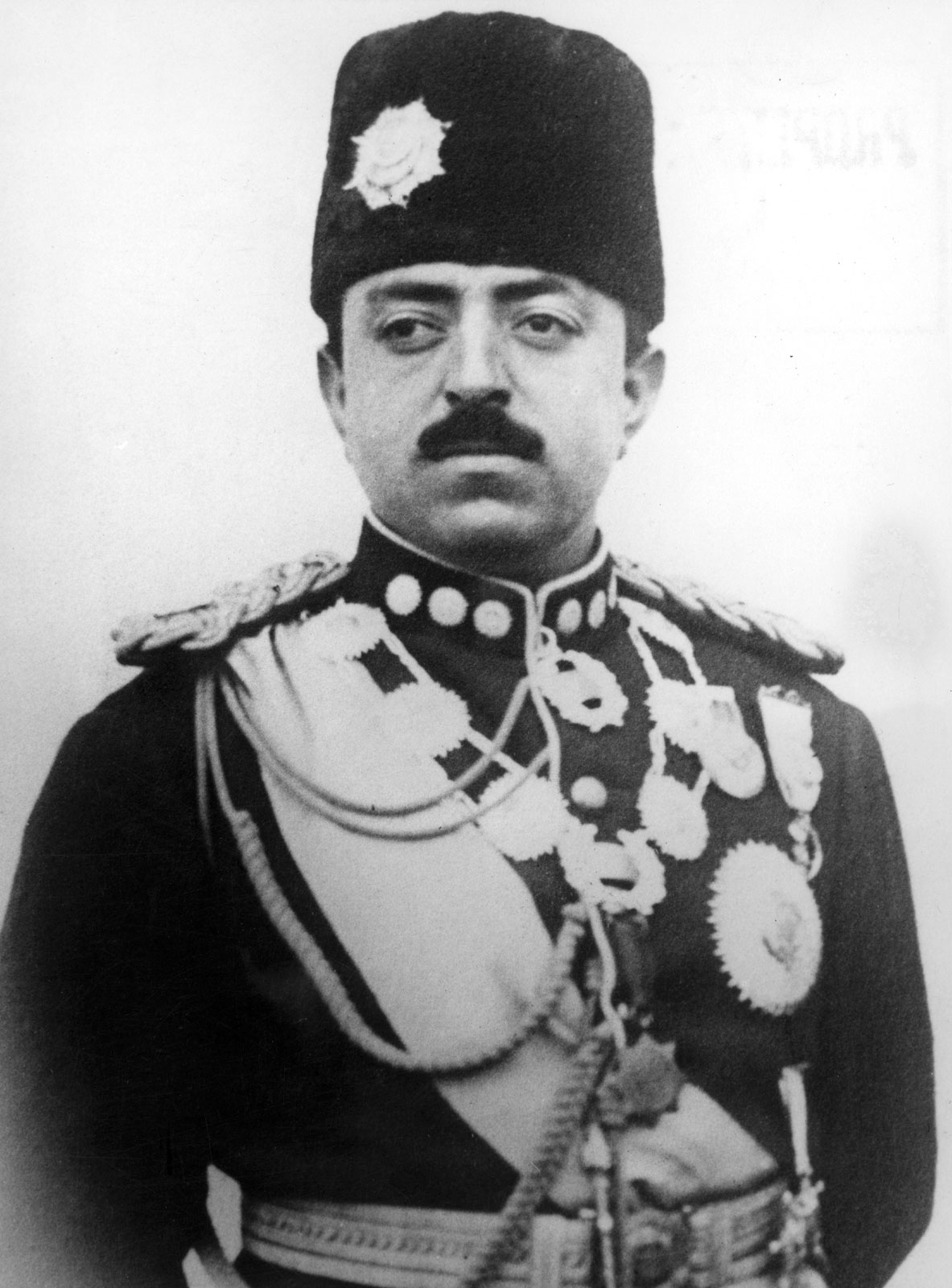
Amanoellah Khan

Habib Allah Khan werd op 20 februari 1919 in opdracht van zijn neef Nasroellah Khan vermoord nabij Jalalabad. Aanvankelijk werd Nasroellah tot emir uitgeroepen, maar de zoon Amanoellah van de vermoorde emir liet hem met steun van het leger arresteren en volgde zelf zijn vader op. Hij eiste van de Britten dat het verdrag van Gandamak zou worden herzien en toen daar niet bijtijds op werd gereageerd brak de Derde Brits-Afghaanse Oorlog uit. Deze duurde niet lang. De Britten hadden zo kort na de Eerste Wereldoorlog geen zin in nog een oorlog, en de Afghanen realiseerden zich dat ze niet tegen de Britten opgewassen waren. Na een maand kwam het tot een wapenstilstand. Afghanistan werd op 13 april 1919 weer volledig onafhankelijk, maar de grenzen werden niet veranderd en de jaarlijkse subsidie aan de emir werd stopgezet. In 1921 kwam het tot een officieel vredesverdrag.

## Onafhankelijkheid
In april 1923 kreeg Afghanistan zijn eerste grondwet. Het was een vooruitstrevend document, dat expliciet gelijkheid van alle Afghanen ongeacht religie, etniciteit of stam invoerde. De macht van de vorst bleef wel absoluut. Protesten van conservatieve zijde en een mislukte legercoup leidden ertoe dat in 1924 de wijzigingen weer gedeeltelijk werden teruggedraaid. In 1926 liet Amanoellah zich tot koning uitroepen.
Na een bezoek aan het Midden-Oosten en Europa in 1927-1928 riep Amanoellah nieuwe hervormingen uit, naar het model van Atatürk in Turkije en Reza Shah in Iran. De dienstplicht en algemeen kiesrecht werden ingevoerd, westerse kleding werd verplicht gesteld (sluiers werden afgeschaft) en alle kinderen, ook meisjes, zouden onderwijs moeten krijgen. Deze voorstellen gingen veel Afghanen echter te ver en al snel kwam het op initiatief van religieuze leiders tot grootscheepse opstanden. In december 1928 vluchtte Amanoellah naar Brits-Indië, een maand later meldde hij zijn terugtreden.

### Nadir Shah

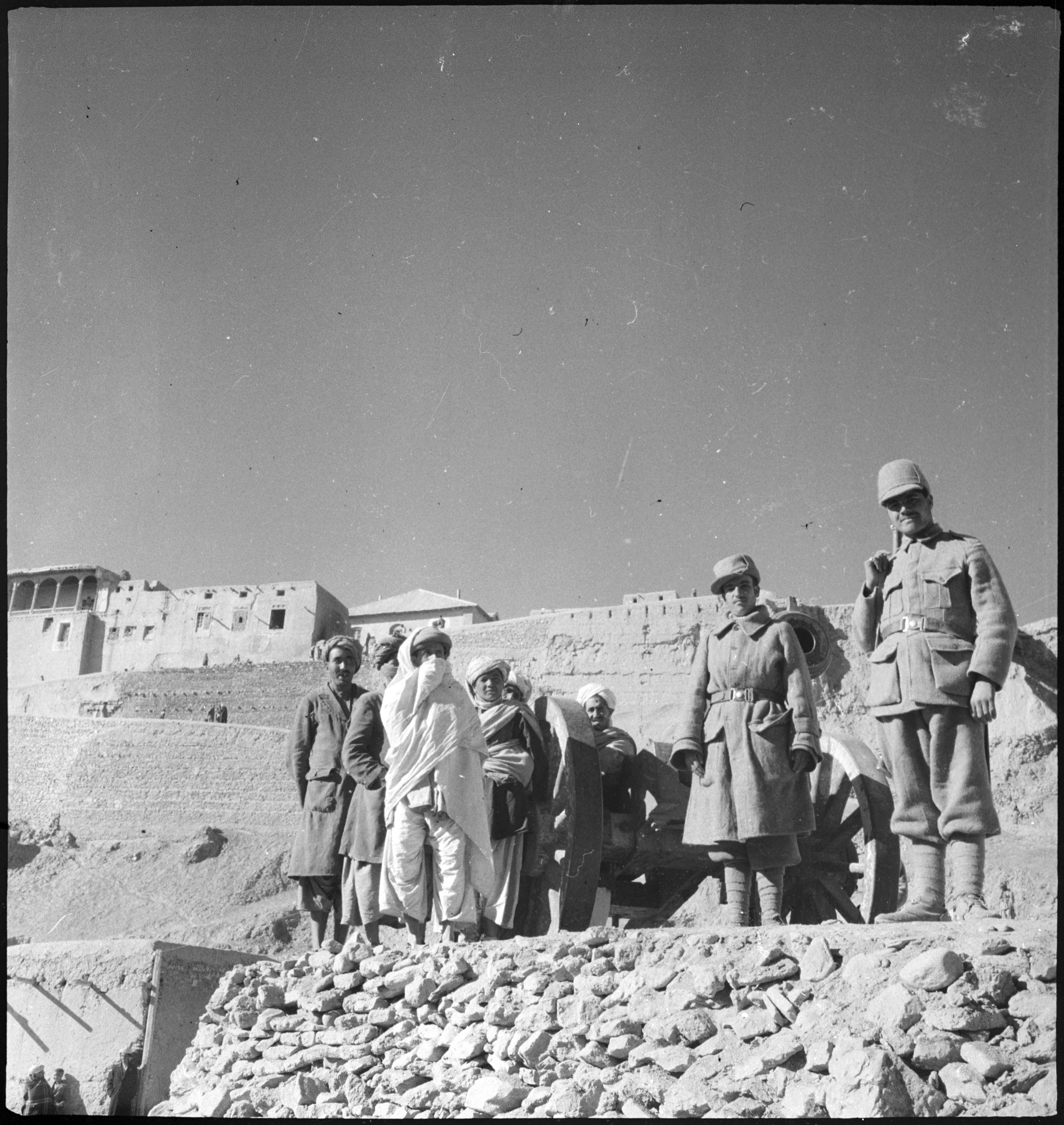
Burgers en geüniformeerde overheidsbeambten in Ghazni, eind jaren 30. Veel van de progressieve hervormingen van Amanoellah Khan werden na zijn vlucht teruggedraaid.

De troepen die Amanoellah hadden verjaagd werden aangevoerd door Habiboellah Kalakani, die zich tot emir liet uitroepen. Hij draaide veel van de hervormingen terug: scholen en rechtbanken kwamen weer in religieuze handen, sluiers werden weer verplicht. Musea en bibliotheken werden verwoest. Habiboellah Kalakani was echter geen Pashtun, maar een Tadzjiek en van lage komaf, hetgeen hem voor velen onacceptabel maakte als leider van Afghanistan. De Pashtun uit de grensstreek riepen oktober 1929 Nadir Khan, een held uit de Derde Brits-Afghaanse Oorlog en een tegenstander van de hervormingen, uit tot sjah en hij versloeg en executeerde Habiboellah Kalakani.
In 1931 kreeg Afghanistan een nieuwe grondwet. In grote lijnen was deze vergelijkbaar met de grondwet van 1923, maar er zaten ook elementen in om alle groepen binnen Afghanistan, zowel conservatieven als modernisten, tevreden te stellen. Bovendien werd het land een erfelijke monarchie.
Op 8 november 1933 werd Nadir Shah doodgeschoten door een paleisbediende, een aanhanger van Amanoellah. Zijn zoon Zahir Shah volgde hem op, maar de echte macht kwam te liggen bij diens premier, Sardar Muhammad Hashim Khan, een broer van Nadir Shah. Ook andere ministersposten waren in handen van broers van Nadir Shah. Gedurende het premierschap van Hashim Khan en zijn broer en opvolger Shah Mahmud, kwamen er geen grote hervormingen, maar de invloed van de staat op maatschappij en economie groeide desondanks gestaag.

### Hervormingen

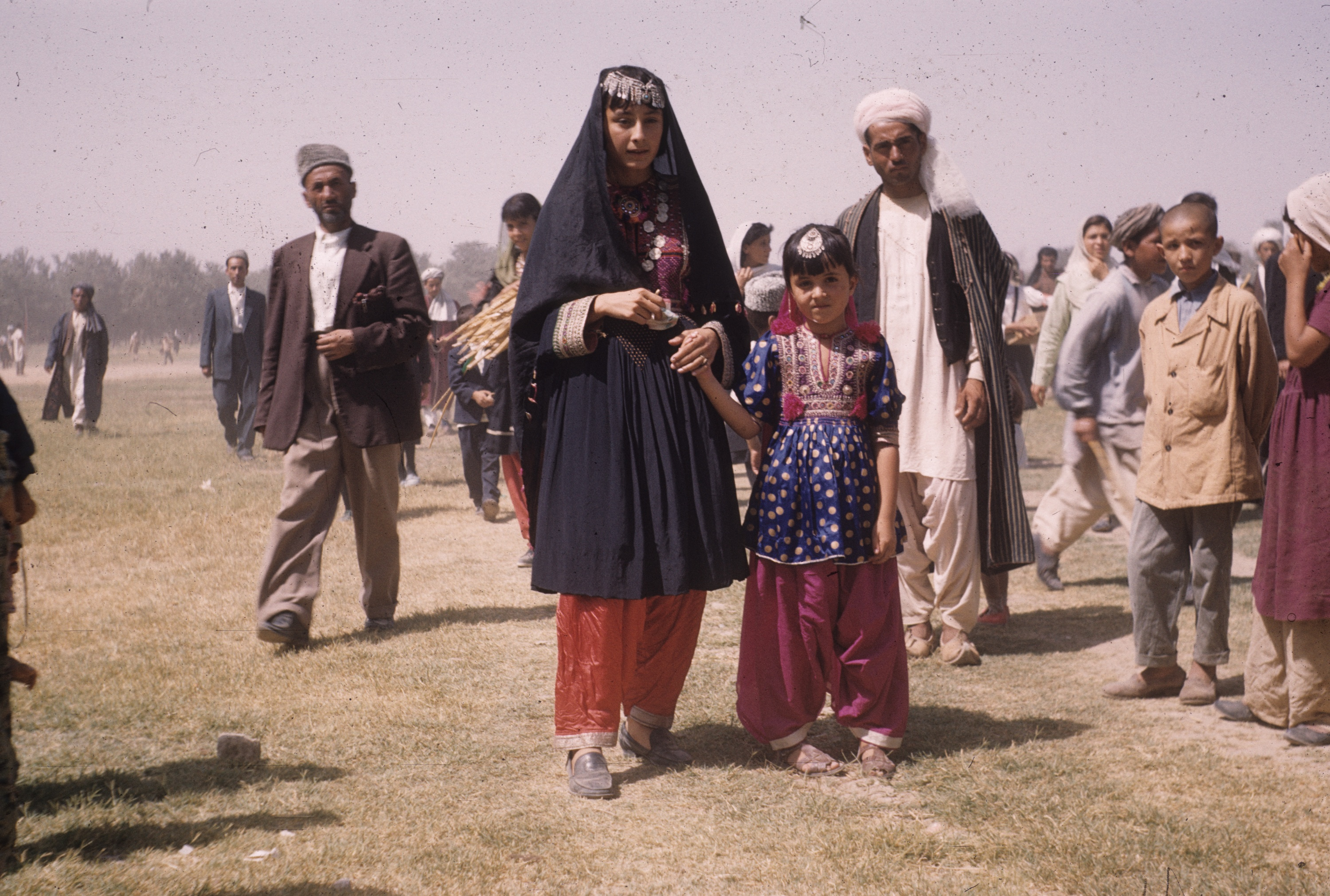
Afghanen in ceremoniële kleding in 1961. De verschillen tussen de steden en het platteland namen vanaf de jaren 50 sterk toe.

Op 20 september 1953 werd het premierschap overgenomen door Muhammad Daoed Khan, een neef van de koning. Hij was hervormingsgezind en wilde steun voor het versterken van het Afghaanse leger. Omdat de Verenigde Staten weinig interesse voor Afghanistan hadden, zocht hij deze bij de Sovjet-Unie. De infrastructuur werd met hulp van zowel de Sovjet-Unie als het Westen uitgebreid. In 1959 voelde Daoed zich sterk genoeg om het tegen het conservatieve establishment op te nemen: de sluierplicht werd afgeschaft, vrouwen uit de koninklijke familie toonden zich ongesluierd in het openbaar, de eerste vrouwelijke studenten schreven zich in en de Pashtun rond Kandahar verloren hun vrijstelling van grondbelasting.
Internationaal zocht Daoed, gesteund door de Sovjet-Unie, in 1961 de confrontatie met Pakistan door te verklaren dat de Pashtun ten oosten van de grens zelf zouden moeten beslissen bij welk land ze wilden horen. De beide landen sloten de grenzen, wat Afghanistan economisch grote schade toebracht en nog sterker naar de Sovjet-Unie deed drijven. In maart 1963 stapte Daoed op. Hij werd opgevolgd door minister van defensie Muhammad Yusuf, geen lid van de koninklijke familie. Het volgende jaar werd een nieuwe grondwet aangenomen, waarin Afghanistan een constitutionele monarchie werd. De macht lag voortaan bij het parlement, de loya jirga, en niet langer bij de koninklijke familie, waarvan de leden zelfs van politieke functies werden uitgesloten.
Gedurende de jaren vijftig en zestig werd een groeiende kloof zichtbaar tussen het conservatieve en vaak moeilijk toegankelijke platteland en de weinige steden. Begin jaren zeventig was Kaboel door slechts één geasfalteerde weg via Kandahar en Herat met Iran verbonden en een tweede naar Mazar-i-Sharif in het noorden was in aanleg. Langs deze wegen trachtte de centrale regering haar gezag uit te breiden, maar in de rest van het land was gemotoriseerd verkeer een zeldzaamheid. Niettemin ontstond er een nieuwe middenklasse, vooral in Kaboel. Deze laatste voelde zich ook na de grondwetswijziging niet verbonden met de meestal regionale en conservatieve leden van het parlement en radicaliseerde zowel naar links als naar rechts. Dit leidde tot respectievelijk communistische en fundamentalistisch-islamitische stromingen.

## Republiek Afghanistan

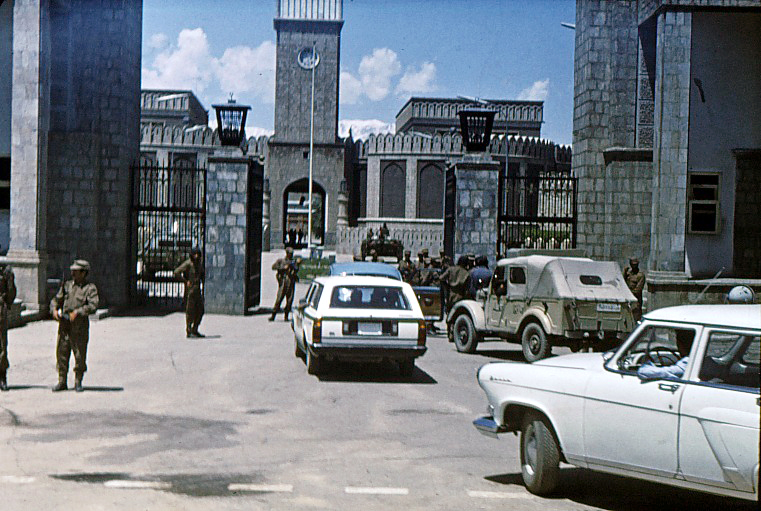
Kaboel, een dag na de Saur-Revolutie in 1978

Op 17 juli 1973 pleegde ex-premier Muhammad Daoed Khan een staatsgreep met communistische steun en hulp van een deel van het leger. Hij zette de in Rome verblijvende Zahir Shah af en riep Afghanistan uit tot een republiek met hemzelf als president. Verscheidene linkse sympathisanten werden in de regering opgenomen. Hij sloeg opstanden van de islamisten neer. Hierna probeerde hij met de communisten af te rekenen. In 1975 verwijderde de president de communisten uit zijn kabinet en knoopte nauwe betrekkingen aan met Iran. Hij zocht steun vanuit het Midden-Oosten, maakte vrede met Pakistan en presenteerde uiteindelijk in 1977 een nieuwe grondwet aan de loya jirga (raadgevende vergadering), waarbij de communisten niet waren uitgenodigd.
De grondwet was gebaseerd op autocratische en socialistische ideeën: een eenpartijstaat, nationalisatie van banken en grote industrieën, gelijkheid van rechten van mannen en vrouwen, algemeen stemrecht, geen onderscheid tussen soennieten en sjiieten. Daoed brak echter ook duidelijk met zijn communistische aanhangers, wat de Sovjet-Unie niet zinde.
De Sovjet-Unie riep de communisten in Afghanistan op zich te verenigen. Op 27 april 1978 pleegden pro-communistische militairen een staatsgreep, de Saur-Revolutie (genoemd naar de Perzische maand Saur). Ze benoemden de secretaris-generaal van de communistische DVPA, Nur Muhammad Taraki, tot president en Muhammad Daoed Khan werd met zijn hele familie vermoord. De nieuwe regering kon zich echter nauwelijks handhaven, en Taraki zette snel zijn Moskou-gezinde tegenstanders binnen de communistische partij op een zijspoor.

## Afghaanse Oorlog (1979-1989)

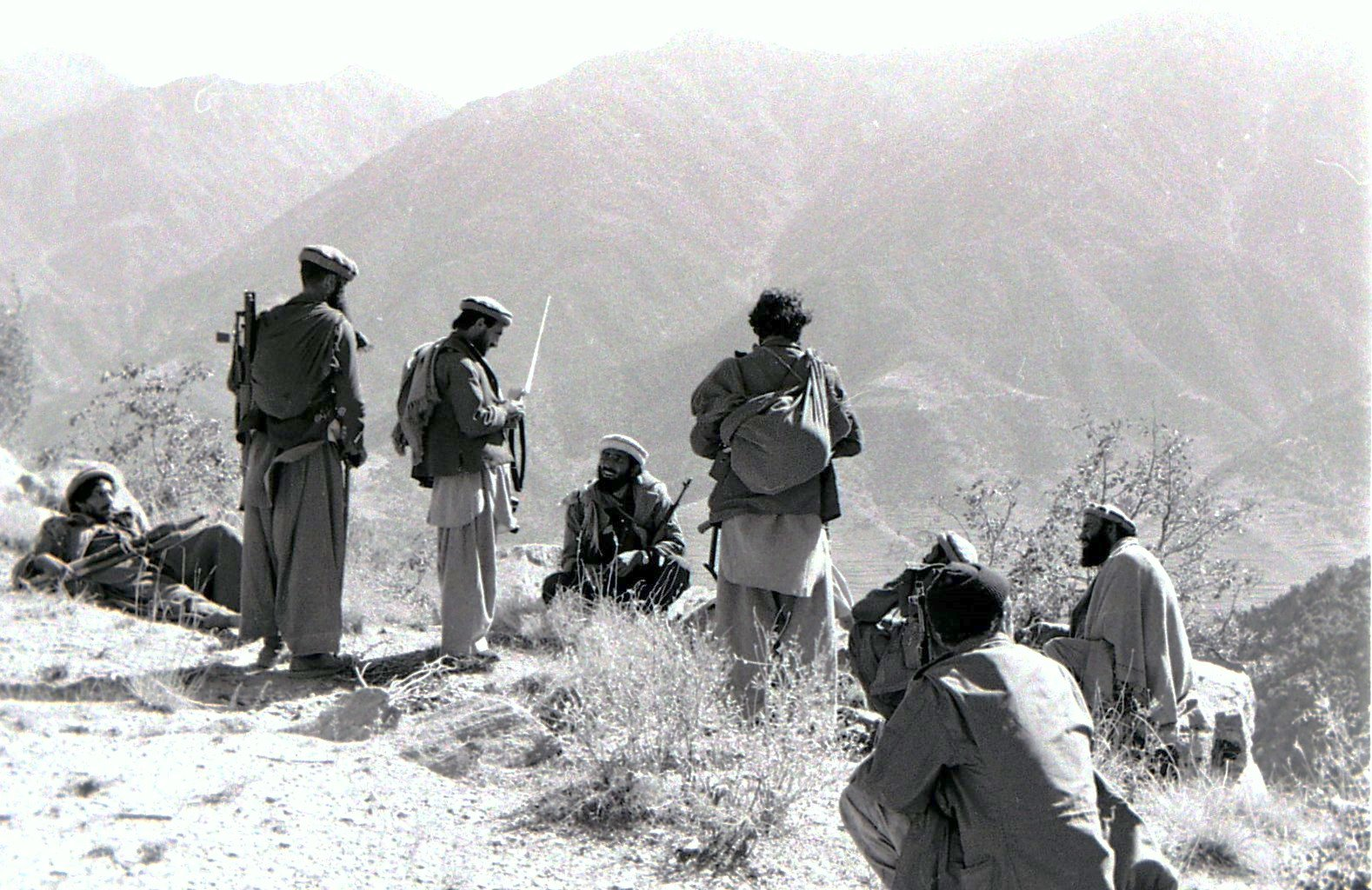
Moedjahedienstrijders tijdens de oorlog.

De Islamitische Revolutie in Iran onder ayatollah Khomeini in 1979 miste haar uitwerking in Afghanistan niet. De weerstand tegen de communisten groeide, vooral van de kant van door de Verenigde Staten gesteunde religieus-islamitische fundamentalisten. De macht werd overgenomen door premier Hafizullah Amin en Taraki werd door Amins aanhangers gedood. Vanwege de opkomst van het fundamentalisme deed de nieuwe president in 1979 een beroep op de Sovjet-Unie om Afghanistan bij te staan in de strijd tegen de moedjahedien, de islamistische verzetsstrijders. 
De Afghaanse Oorlog begon op 26 december 1979, toen 85.000 man Sovjet-troepen Afghanistan binnenvielen. De volgende dag werd Kaboel bezet. Op 27 december 1979 bestormde een speciale eenheid van de KGB het Dar-Ul-Aman paleis, waarbij Amin om het leven kwam. Moskou stelde de meer gematigde Babrak Karmal aan als nieuwe leider van Afghanistan. 
Er waren diverse verzetsgroepen die voornamelijk vanuit Pakistan opereerden, de moedjahedien. Ze beriepen zich allen op de islam en de jihad, maar hadden duidelijke verschillen in hun interpretatie van de islam. Er waren fundamentalistische, traditionele, vooruitstrevend-islamistische en gematigde groepen. Door het opzetten van trainingskampen in Afghanistan en Pakistan konden mensen een islamitische opleiding volgen. Veelal arme mensen uit het platteland werden op zeer jonge leeftijd geronseld om in deze trainingskampen een paramilitaire training te volgen, en tegen de regering de wapens op te nemen.
Elke groepering werd door een andere regering of regime gesteund: de diverse facties kregen steun uit Iran, Pakistan, VS en Europa. Door de miljarden die door de VS, Europa, Saudi-Arabië, Iran en Pakistan in deze oorlog werden geïnvesteerd, werd een intern conflict tot een waar slagveld waar de Koude Oorlog werd uitgevochten. Hiertegen stond een sterk Afghaans leger, getraind en gesteund door de Sovjets. Op hun beurt hadden deze tot wel 120.000 man in Afghanistan. Vanuit de VS, Europa en meerdere islamitische landen was er sterk verzet tegen de militaire aanwezigheid van de Sovjet-Unie. Verzet was er ook tegen de oneindige en onvoorwaardelijke steun vanuit het Westen aan de steeds radicaler wordende islamistische fundamentalisten.
Toen Gorbatsjov in 1985 secretaris-generaal werd van de CPSU, wilde hij van de dure en hopeloze strijd in Afghanistan af. Hij besloot om Babrak Karmal te vervangen en de Russische troepen langzaam maar zeker terug te trekken. In 1987 werd de chef geheime dienst Mohammed Nadjiboellah president. Deze kondigde aan dat de Sovjettroepen Afghanistan zouden verlaten en de vredesbesprekingen konden beginnen. Op 14 februari 1989 vertrokken de laatste Sovjettroepen uit het land.

## Burgeroorlog (1989–2001)

### Moedjahedien

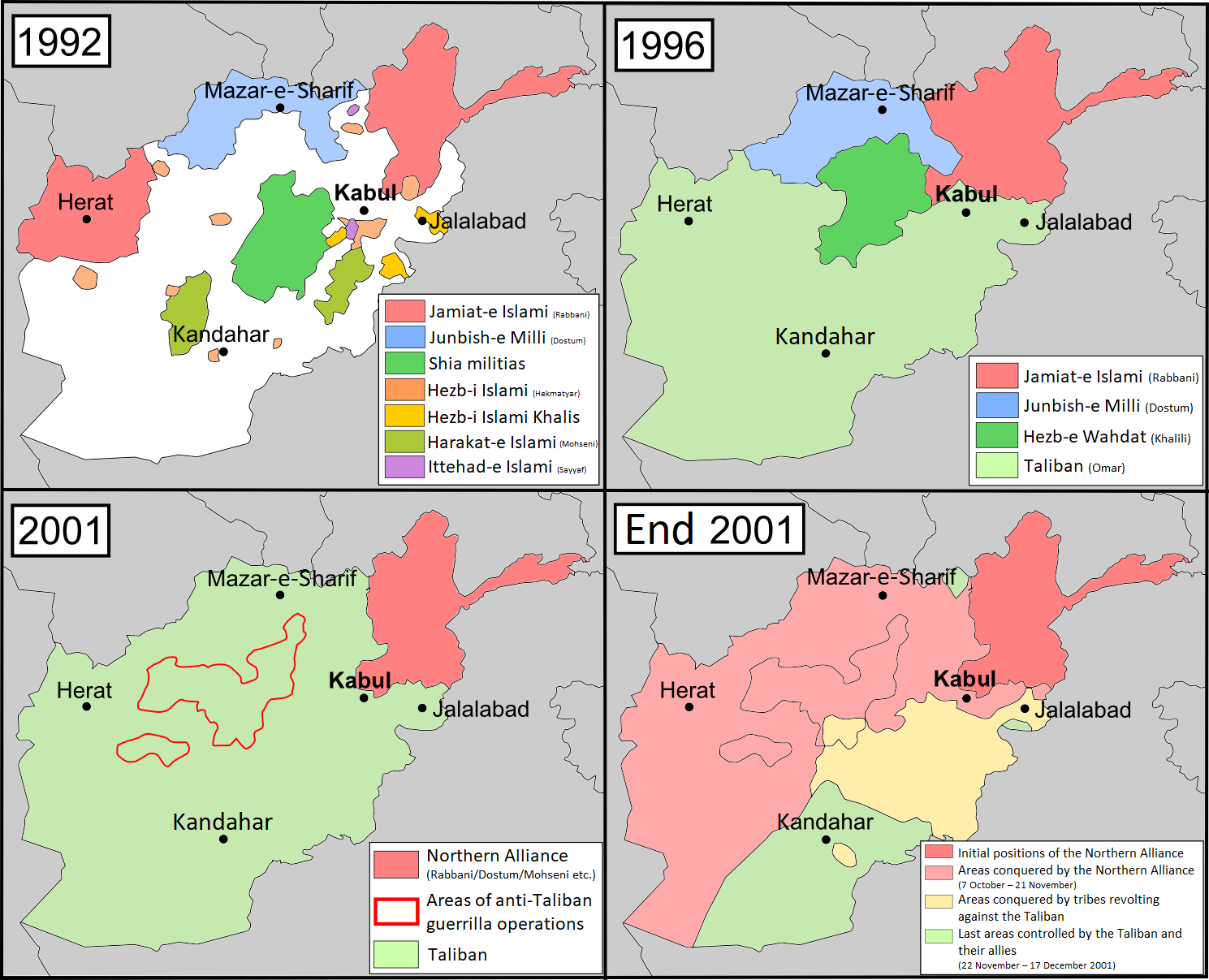
Ontwikkeling van de Afghaanse Burgeroorlog vanaf het Peshawar-akkoord in april 1992 tot de Slag om Tora Bora in december 2001.

Het westen had verwacht dat de nu enigszins samenwerkende verzetsgroepen president Nadjiboellah snel zouden afzetten, en zetten hun steun aan de moedjaheddin voort. het waren echter niet alleen de Russen die in de loop der jaren hadden gevochten. Ook het Afghaanse leger was goed getraind en in staat om het land te verdedigen. Een grootschalige aanval van het verzet op regeringstroepen in Jalalabad in maart 1989 eindigde in een vernietigende nederlaag. De samenwerking tussen de moedjahedien viel weer uit elkaar. 
In 1990 werden er verkiezingen gehouden en veranderde de communistische partij DVPA haar naam in Vaderland-partij. Alle verwijzingen naar het communisme en marxisme-leninisme werden uit het partijprogramma geschrapt. Onderhandelingen met de moedjahedien liepen vast. De doodsteek voor het regime was uiteindelijk het uiteenvallen van de Sovjet-Unie in 1991. In maart 1992 kwam een aantal commandanten in het noorden, waaronder Abd al-Rashid Dostum, in opstand en op 25 april 1992 veroverden ze Kaboel en werd een islamitische staat uitgeroepen. Nadjiboellah vluchtte naar het VN-gebouwencomplex waar hij asiel verkreeg.
Na een regime van twee maanden van Sibghatullah Mojaddedi, werd Burhanuddin Rabbani formeel de nieuwe president. In werkelijkheid was het land echter verdeeld tussen lokale milities en krijgsheren die elkaar bevochten. Voornamelijk door Amerikaanse (CIA-)hulp voor de moedjahedien was het land vol wapens. Zo vielen er in augustus 1992 ruim 1000 doden door een raketaanval op Kaboel door militieleider Hekmatyar.

### Slag om Kaboel
In 1992 en 1993 werd Kaboel van meerdere kanten bestookt met raketten en granaten. Honderden gewonde burgerslachtoffers belandden er in ziekenhuizen zonder elektriciteit, water en elementaire sterilisatieapparatuur. Zwaarbewapende, etnisch verdeelde guerrilla's en milities trokken door de straten van de stad, vochten tegen hun rivalen en plunderden huizen en winkels. Hekmatyars terugtocht naar het zuiden zorgde voor een kleine mate van rust. Veel van de facties in de stad stonden echter nog openlijk vijandig tegenover elkaar.
Hekmatyar wilde nog steeds een groot deel van de macht in de nieuwe regering. Na vredesbesprekingen tussen Massoud en Hekmatyar op 25 mei 1992 stemde de regering er aanvankelijk mee in Hekmatyar tot premier te benoemen. De overeenkomst klapte in minder dan een week, toen het vliegtuig van president Mujaddidi bij zijn terugkeer van een reis naar Islamabad onder raketvuur kwam. Mujaddidi beweerde dat zowel de troepen van Hekmatyar als voormalige agenten van de regering van Najibullah de aanval hadden uitgevoerd, en dat Hekmatyar eerder had gedreigd zijn vliegtuig te zullen neerschieten. Ook bleef Hekmatyar eisen dat de Oezbeekse milities van Abd al-Rashid Dostum de stad zouden verlaten Op 30 mei 1992 vochten de Jamiat- en Junbish-troepen opnieuw met de troepen van Hetmatyar in het zuiden van de stad. Hekmatyar begon begin juni met beschietingen en raketten op de gehele stad, en Junbish en Jamiat beschoten gebieden ten zuiden van de stad. 
In het westen raakten Soennitische Ittihad- en sjiitische Wahdat-facties slaags met elkaar. Deze gevechten tussen Jamiat en Hezb-e Islami, samen met de botsingen tussen Ittihad en Wahdat en latere conflicten tussen Wahdat en Jamiat, leidden tot tienduizenden burgerslachtoffers, en zorgden ervoor dat honderdduizenden inwoners wegvluchtten. In deze periode vielen ruim 50.000 doden. 

## Islamitisch emiraat Afghanistan
In de tweede helft van 1994 kwam een nieuwe groep op, gesteund door Pakistan, Saoedi-Arabië en de Verenigde Staten: de fundamentalistische soennitische Pathaanse taliban-studentenstrijders, geleid door Mohammed Omar. Op 5 november 1994 veroverden ze Kandahar en daarna trokken ze naar het noorden. Ze veroveren Herat in september 1995, en op 26 september 1996 viel Kaboel in hun handen. Ex-president Nadjiboellah, zijn broer en zijn vroegere medewerkers werden op gruwelijke wijze vermoord en het Islamitisch emiraat Afghanistan werd uitgeroepen. In 1997 en 1998 werden ook de noordelijke provincies van het land ingenomen. Alleen Badakshan en het dal van de Panjshir in het noordoosten bleven in handen van Achmed Sjah Massoud.
Het machtscentrum van de taliban was Kandahar, waar hun leider Mohammed Omar verbleef. De macht van de taliban werd uitgeoefend door de Opperste Sjoera (sjoera betekent raad). Aanvankelijk brachten de taliban een schijnbare rust en orde na de tumultueuze periode die hieraan voorafging en werden de beslissingen binnen de Opperste Sjoera relatief democratisch genomen. Al gauw werd echter duidelijk dat Mohammed Omar de machtigste man werd.
De taliban vormden een religieuze groepering die een strikt naleven van de regels van de islam en de sharia voorstond. Ook is de stroming sociaal egalitair en sterk anti-sjiitisch. Tot de ingevoerde regels behoorde dat vrouwen niet meer alleen over straat mochten en zich in een allesbedekkende boerka of chador moesten kleden, dat meisjesscholen werden gesloten, muziek werd verboden, bioscopen en televisiestudio's werden gesloten.

## Oorlog van 2001-2021

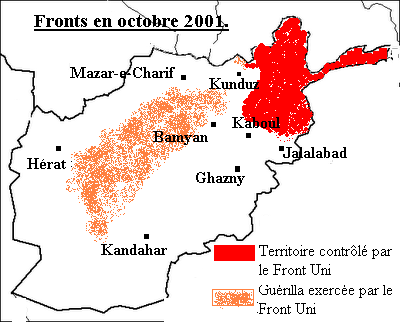
Situatie in 2001

Op 9 september 2001 kwam Achmed Sjah Massoud om bij een aanslag. Hiermee leek het laatste verzet tegen de taliban gebroken. Op 11 september echter werden New York en het Pentagon getroffen door een terroristische aanval. De Amerikanen beschuldigden de groep al Qaida van de Saoedische moslimfundamentalist Osama bin Laden ervan hiervoor verantwoordelijk te zijn. Deze terreurgroep had jarenlang deelgenomen aan de strijd tegen de Sovjet-troepen, en was daarna vanuit bases in Afghanistan overgegaan op acties tegen westelijke doelen. De VS stelden dat Osama bin Laden zich in Afghanistan zou bevinden en eisten, met name in een ultimatum dat president Bush op 20 september afkondigde, de uitlevering van Osama bin Laden en 'alle Qaida-leiders in Afghanistan'. Al de volgende dag verwierpen de taliban dit ultimatum. Ze wilden eerst bewijzen zien, en waren slechts bereid aan het verzoek tegemoet te komen indien een eventueel proces buiten de VS zou plaatsvinden. Ook in 1998 hadden de VS al vergeefs om uitlevering gevraagd na de aanslagen in Kenia en Tanzania.
Hierop besloten de VS de taliban aan te vallen, waarbij het Verenigd Koninkrijk zich aansloot. De Noordelijke Alliantie die de taliban bevocht kreeg militaire hulp, en de Amerikanen bombardeerden vanaf 7 oktober met Britse steun talibanstellingen. In november vielen de Afghaanse steden Mazar-i-Sharif (9 november), Herat (12), Kabul (13) en Jalalabad (14) voor de Noordelijke Alliantie. Tijdens deze acties sneuvelden vele duizenden talibanstrijders, werden geëxecuteerd of stierven op weg naar gevangenissen.
Alleen het zuiden was nog in handen van de taliban. De Noordelijke Alliantie liet het gebied met opzet liggen, zodat de Pashtun zelf met de taliban konden afrekenen. Uiteindelijk veroveren lokale Afghaanse milities, met name een groep van de Popalzai-stam onder leiding van Hamid Karzai, met Amerikaanse steun op 7 december het belangrijkste talibanbolwerk Kandahar zonder veel bloedvergieten. Ondanks veel militaire inzet werd Osama bin Laden echter niet gevonden.
Op 5 december 2001 vergaderden onder auspiciën van de VN in Bonn in Duitsland een aantal prominente Afghanen, waaronder vertegenwoordigers van de Noordelijke Alliantie, van Afghaanse vluchtelingen in Pakistan en Iran, en van de verdreven koning Zahir Shah. Zij besloten tot een voorlopige regering voor Afghanistan, onder leiding van Hamid Karzai. In een aanval in maart 2002 van Amerikaanse en Afghaanse troepen op een grottencomplex in de provincie Paktia werd opnieuw naar Bin Laden gezocht, maar hij werd ook toen niet gevonden. Een loya jirga op 19 juni 2002 bevestigde de benoeming van Karzai tot leider van een voorlopige regering. Bij de presidentsverkiezingen van 2004 werd hij tot president gekozen.
Hoewel alle steden nu in handen waren van de regering, bleef de taliban een guerrillaoorlog volhouden. De Verenigde Staten en andere NAVO-landen ondersteunden het regeringsleger in de strijd tegen de taliban, maar er werd lange tijd geen voortgang geboekt. 
Na bijna 20 jaar werd in juni 2021 door de Amerikaanse president Biden de terugtrekking van de Amerikaanse troepen bevolen. Terwijl deze terugtrekking nog bezig was, begon de Taliban aan een nieuw offensief. Binnen twee maanden stortte de weerstand van het Afghaanse leger tegen de taliban in. Een voor een vielen provinciehoofdsteden in hun handen, uitlopend in de val van Kaboel op 15 augustus. Op dat moment hadden de Amerikanen en hun bondgenoten hun terugtrekking nog niet afgerond. Dit leidde tot een tumultueus vertrek van de westerse militairen en diplomaten, zowel als hun Afghaanse assistenten. Ook president Ashraf Ghani ontvluchtte het land, zonder formeel te zijn afgetreden, en de taliban had opnieuw vrijwel het gehele land in handen.

## Tweede Talibanbewind
De Afghaanse vice-president Amrullah Saleh wierp zich op als interim-president. Door het grote aantal personen die het land uit probeerden te vluchten, ontwikkelde zich snel een grote humanitaire crisis. Op 30 augustus verliet het laatste Amerikaanse vliegtuig Kaboel, waarmee een einde kwam aan de westerse aanwezigheid in Afghanistan.
De Taliban trachtten de bevolking van Kaboel en de wereld gerust te stellen met een charme-offensief: in tegenstelling tot 1996 zou de beweging vrouwen meer vrijheid gunnen en onderwijs laten volgen, er zouden geen draconische wetten en straffen worden ingevoerd, alle bevolkingsgroepen zouden gelijk behandeld worden, sjiieten zouden niet worden gediscrimineerd, er zouden geen wraakacties plaatsvinden, en Afghanistan zou geen toevluchtsoord voor internationale terroristen of criminelen worden. Deze beloftes werden over het algemeen niet serieus genomen en na 2021 was er inderdaad sprake van een geleidelijke verstrenging van de regels, met name voor vrouwen. Ook wordt de beweging ervan beschuldigd nog steeds terroristen te huisvesten, hoewel de taliban en de VS wel een gezamenlijk belang hebben bij de bestrijding van ISIL in het land. Van de belofte geen wraak te nemen op mensen die voor de vroegere regering hebben gewerkt lijkt eveneens niets terecht te zijn gekomen: er vonden heksenjachten plaats en er was sprake van arrestaties en executies van ex-functionarissen en voormalige commando´s.